# Basketbol'nyj klub Chimki 2017-2018
Questa voce raccoglie le informazioni riguardanti il Basketbol'nyj klub Chimki nelle competizioni ufficiali della stagione 2017-2018.

## Stagione
La stagione 2017-2018 del Basketbol'nyj klub Chimki è la 19ª nel massimo campionato russo di pallacanestro, la VTB United League.

## Roster
Aggiornato al 11 settembre 2021
| Chimki Moscow Region 2017-18 | Chimki Moscow Region 2017-18 |
| Giocatori                    | Staff tecnico                |
| ---------------------------- | ---------------------------- |

| N. | Naz.                                       | Ruolo | Nome             | Anno | Alt.   | Peso   |  |
| -- | ------------------------------------------ | ----- | ---------------- | ---- | ------ | ------ |  |
| 0  | Stati Uniti (bandiera)                     | C     | Thomas Robinson  | 1991 | 208 cm | 108 kg |  |
| 1  | Russia (bandiera)                          | PG    | Aleksej Šved     | 1988 | 198 cm | 86 kg  |  |
| 2  | Stati Uniti (bandiera)                     | A     | Tyler Honeycutt  | 1990 | 203 cm | 95 kg  |  |
| 6  | Russia (bandiera)                          | G     | Egor Vjal'cev    | 1985 | 193 cm | 88 kg  |  |
| 7  | Russia (bandiera)                          | C     | Ruslan Pateev    | 1990 | 213 cm | 113 kg |  |
| 8  | Russia (bandiera)                          | G     | Vjačeslav Zajcev | 1989 | 190 cm | 85 kg  |  |
| 9  | Serbia (bandiera)                          | P     | Stefan Marković  | 1988 | 198 cm | 95 kg  |  |
| 10 | Russia (bandiera)                          | C     | Dmitrij Sokolov  | 1985 | 214 cm | 113 kg |  |
| 12 | Russia (bandiera)                          | AP    | Sergej Monja (C) | 1983 | 202 cm | 99 kg  |  |
| 13 | Stati Uniti (bandiera)                     | AG    | Anthony Gill     | 1992 | 204 cm | 104 kg |  |
| 16 | Russia (bandiera)                          | G     | Timofej Jakušin  | 1997 | 194 cm | 82 kg  |  |
| 19 | Montenegro (bandiera)                      | C     | Marko Todorović  | 1992 | 210 cm | 111 kg |  |
| 20 | Russia (bandiera)                          | AG    | Andrej Zubkov    | 1991 | 206 cm | 100 kg |  |
| 21 | Stati Uniti (bandiera)                     | GA    | James Anderson   | 1989 | 198 cm | 98 kg  |  |
| 22 | Stati Uniti (bandiera) · Serbia (bandiera) | G     | Charles Jenkins  | 1989 | 191 cm | 98 kg  |  |
| 23 | Stati Uniti (bandiera)                     | AG    | Malcolm Thomas   | 1988 | 206 cm | 102 kg |  |
| 25 | Russia (bandiera)                          | G     | Maksim Tkačenko  | 1992 | 185 cm | 85 kg  |  |
| 27 | Russia (bandiera)                          | AG    | Maksim Proščenko | 1997 | 208 cm | 90 kg  |  |

| Allenatore |
| - Giōrgos Mpartzōkas |
| Assistente/i |
| - Giōrgos Mpozikas - Oleg Meleščenko - Chrīstos Pappas - Stefanos Triantafyllos Legenda - (C) Capitano - (IN) Inattivo - Infortunato |

## Mercato

### Sessione estiva
| Acquisti | Acquisti        | Acquisti             | Acquisti   | Acquisti |
| R.a      | Nome            | da                   | Modalità   |          |
| -------- | --------------- | -------------------- | ---------- | -------- |
| P        | Stefan Marković | Zenit S. Pietroburgo | definitivo |          |
| AG       | Malcolm Thomas  | Jilin N. Tigers      | definitivo |          |
| G        | Charles Jenkins | Stella Rossa         | definitivo |          |
| C        | Thomas Robinson | L.A. Lakers          | definitivo |          |
| GA       | James Anderson  | Darüşşafaka          | definitivo |          |
| A        | Tyler Honeycutt | Anadolu Efes         | definitivo |          |
| AG       | Anthony Gill    | Yesilgiresun         | definitivo |          |
| AG       | Andrej Zubkov   | Lokomotiv Kuban'     | definitivo |          |
| G        | Maksim Tkačenko |                      | definitivo |          |

| Cessioni | Cessioni            | Cessioni           | Cessioni       | Cessioni |
| R.       | Nome                | a                  | Modalità       |          |
| -------- | ------------------- | ------------------ | -------------- | -------- |
| AP       | Valerij Lichodej    | Nevėžis            | fine contratto |          |
| P        | Jacob Pullen        | Philadelphia 76ers | fine contratto |          |
| G        | Markel Brown        | Oklahoma Thunder   | fine contratto |          |
| AP       | Nobel Boungou Colo  | Real Betis         | fine contratto |          |
| A        | Jeremy Evans        | Atlanta Hawks      | fine contratto |          |
| AP       | Robbie Hummel       |                    | ritirato       |          |
| AP       | Stanislav Il'nickij | Lokomotiv Kuban'   | fine contratto |          |
| P        | E.J. Rowland        | Eskişehir          | fine contratto |          |